# Khonuu
Khonuu (iacut: Хонуу; rus: Хонуу) és un poble rural i el centre administratiu del Districte Momski a Sakhà, Rússia, està a la riba dreta del riu Indiguirka. El 2010 tenia 2.476 habitants.

## Geografia
Khonuu està a 800 km de Iakutsk, a la vall entre les muntanyes Moma i les Cherski.

## Història
Va ser fundada el 1931.
No té carreteres ni vies de ferrocarril però té un aeroport, el Moma.

## Clima
Khonuu té un clima subàrtic extrem (Classificació de Köppen Dfd). Els hiverns són extremadament freds, −49 a −43 °C (−56 a −45 °F) el gener, mentre que els estius són frescos +7 a +21 °C (45 a 70 °F). La precipitació és baixa.
| Dades climàtiques a Khonuu (1961-2010) | Dades climàtiques a Khonuu (1961-2010) | Dades climàtiques a Khonuu (1961-2010) | Dades climàtiques a Khonuu (1961-2010) | Dades climàtiques a Khonuu (1961-2010) | Dades climàtiques a Khonuu (1961-2010) | Dades climàtiques a Khonuu (1961-2010) | Dades climàtiques a Khonuu (1961-2010) | Dades climàtiques a Khonuu (1961-2010) | Dades climàtiques a Khonuu (1961-2010) | Dades climàtiques a Khonuu (1961-2010) | Dades climàtiques a Khonuu (1961-2010) | Dades climàtiques a Khonuu (1961-2010) | Dades climàtiques a Khonuu (1961-2010) |
| Mes                                    | gen                                    | febr                                   | març                                   | abr                                    | maig                                   | juny                                   | jul                                    | ag                                     | set                                    | oct                                    | nov                                    | des                                    | anual                                  |
| -------------------------------------- | -------------------------------------- | -------------------------------------- | -------------------------------------- | -------------------------------------- | -------------------------------------- | -------------------------------------- | -------------------------------------- | -------------------------------------- | -------------------------------------- | -------------------------------------- | -------------------------------------- | -------------------------------------- | -------------------------------------- |
| Màxima rècord °C (°F)                  | 0.0 (32)                               | 0.0 (32)                               | 3.9 (39)                               | 11.2 (52.2)                            | 28.5 (83.3)                            | 33.6 (92.5)                            | 36.1 (97)                              | 33.9 (93)                              | 25.2 (77.4)                            | 14.0 (57.2)                            | 0.0 (32)                               | −11.1 (12)                             | 36.1 (97)                              |
| Màxima mitjana °C (°F)                 | −40.6 (−41.1)                          | −34.0 (−29.2)                          | −19.1 (−2.4)                           | −5.2 (22.6)                            | 9.3 (48.7)                             | 19.8 (67.6)                            | 21.8 (71.2)                            | 17.4 (63.3)                            | 8.1 (46.6)                             | −9.1 (15.6)                            | −29.7 (−21.5)                          | −38.4 (−37.1)                          | −8.3 (17.1)                            |
| Mitjana diària °C (°F)                 | −44.1 (−47.4)                          | −39.8 (−39.6)                          | −27.3 (−17.1)                          | −12.4 (9.7)                            | 4.2 (39.6)                             | 14.3 (57.7)                            | 15.9 (60.6)                            | 11.7 (53.1)                            | 3.1 (37.6)                             | −13.9 (7)                              | −34.0 (−29.2)                          | −41.8 (−43.2)                          | −13.7 (7.3)                            |
| Mínima mitjana °C (°F)                 | −48.8 (−55.8)                          | −46.8 (−52.2)                          | −37.7 (−35.9)                          | −22.4 (−8.3)                           | −3.6 (25.5)                            | 6.0 (42.8)                             | 7.8 (46)                               | 3.5 (38.3)                             | −3.5 (25.7)                            | −21.3 (−6.3)                           | −39.4 (−38.9)                          | −45.9 (−50.6)                          | −21.0 (−5.8)                           |
| Mínima rècord °C (°F)                  | −62.2 (−80)                            | −62.2 (−80)                            | −57.2 (−71)                            | −43.9 (−47)                            | −27.8 (−18)                            | −11.3 (11.7)                           | −5.0 (23)                              | −7.8 (18)                              | −22.2 (−8)                             | −43.9 (−47)                            | −60.0 (−76)                            | −60.0 (−76)                            | −62.2 (−80)                            |
| Precipitació mitjana mm (polzades)     | 8 (0.3)                                | 8 (0.3)                                | 5 (0.2)                                | 5 (0.2)                                | 10 (0.4)                               | 28 (1.1)                               | 46 (1.8)                               | 43 (1.7)                               | 23 (0.9)                               | 10 (0.4)                               | 10 (0.4)                               | 8 (0.3)                                | 204 (8)                                |
| Mitjana de dies de precipitació        | 8.4                                    | 6.9                                    | 6.1                                    | 5.2                                    | 4.4                                    | 6.7                                    | 8.3                                    | 7.2                                    | 6.1                                    | 8.2                                    | 10                                     | 8.3                                    | 85.8                                   |
| Humitat relativa mitjana (%)           | 76                                     | 74                                     | 67                                     | 62                                     | 57                                     | 54                                     | 64                                     | 70                                     | 76                                     | 75                                     | 77                                     | 75                                     | 68.9                                   |
| Font: climatebase.ru                   |                                        |                                        |                                        |                                        |                                        |                                        |                                        |                                        |                                        |                                        |                                        |                                        |                                        |